# Scorpaena fernandeziana
Scorpaena fernandeziana is een soort schorpioenvis, behorende tot het geslacht Scorpaena. De soort komt voor in het zuidoosten van de Grote Oceaan, voornamelijk rond de Juan Fernández eilanden